# Concept2
Concept2 is een fabrikant van uitrusting voor de roeisport. Het bedrijf is waarschijnlijk het best bekend om haar indoor-roeier of ergometer (roei-jargon: 'ergo'), die gevonden kan worden in bijna alle sportscholen/fitnesscentra en wordt beschouwd als de standaard opleidingsmachine voor roeiers. Tevens produceert het bedrijf roeiriemen voor scull- en boordroeien (onder de naamDreissigacker). De producten van Concept 2 worden wereldwijd aangeboden, maar het moederbedrijf is gevestigd in Amerika.

## Geschiedenis
Concept 2 werd opgericht in 1976 door roeiende broers Dick en Pete Dreissigacker. De twee broers roeiden voor het Amerikaanse team voor de Olympische Zomerspelen 1976 en tijdens de voorbereiding bewerkten ze hun roeiriemen met koolstofvezel in een poging sneller te gaan. Toen ze niet waren geselecteerd voor het team, startten zij het bedrijf en begonnen met de verkoop van roeiriemen gemaakt van koolstofvezels. Hun eerste kantoor werd in de laadruimte van een vrachtwagen geïnstalleerd totdat zij een boerderij kochten in Morrisville, Vermont, Verenigde Staten.

### Benelux
ConceptII Benelux werd opgericht door Jacques Klok.

## Roeiriemen
In 1991, kwam Concept 2 met de revolutionaire 'big blades'. In tegenstelling tot de daarvoor gebruikte riemen, de zogenaamde maconbladen, is het bladoppervlak groter, niet symmetrisch verdeeld en staat het blad gekanteld ten opzichte van de steel waardoor minder deze minder diep het water in hoeft worden gestoken. De Dreisigacker-riemen werden positief ontvangen in de roeiwereld. De aanpassingen leverden een prestatieverbetering van 1 tot 2% op, en de nieuw soort riem werd zo snel populair dat tegen 1992 het merendeel van de Olympische bemanningen er gebruik van maakte. Tot op vandaag de dag gebruiken veel toproeiers Concept2-riemen, en samen met het Australische merk Croker is Concept 2 de grootste speler op de markt.

## Indoor roeier
In 1981 hadden de broers het idee om een indoor roei-machine (demodel A), hoofdzakelijk gemaakt van fietsonderdelen. Op het moment dat de indoor-machine op de markt kwam kostte die $ 3.000, maar de broers (met hulp van vriend Jon Williams) verkochten hun model voor $ 600. Het product werd een onmiddellijk succes en is herzien in de loop der jaren met de Model Van.
Het bedrijf verkocht slechts een model van de indoor-roeier. Dat veranderde in september 2006, toen het begon met de verkoop van het Model E, alsmede het aanbieden van een verbeterde versie van het Model D. Beide modellen zijn gebruikt voor indoor roei-evenementen, zoals BIRC of CRASH-B.
De oorsprong van de indoor roeier komt uit de meting van het vermogen van oarsmen/vrouwen. Als zodanig is het een klasse ergometer (Grieks: het meten van het werk) en roeiers noemen het een "erg" of "ergo".